# Henrichenburg
Henrichenburg ist der nördlichste Stadtteil der Stadt Castrop-Rauxel in Nordrhein-Westfalen. Anders als alle anderen Stadtteile war Henrichenburg bis 1975 eine Gemeinde im Amt Waltrop, Vest Recklinghausen/Altkreis Recklinghausen.

## Ortsteile

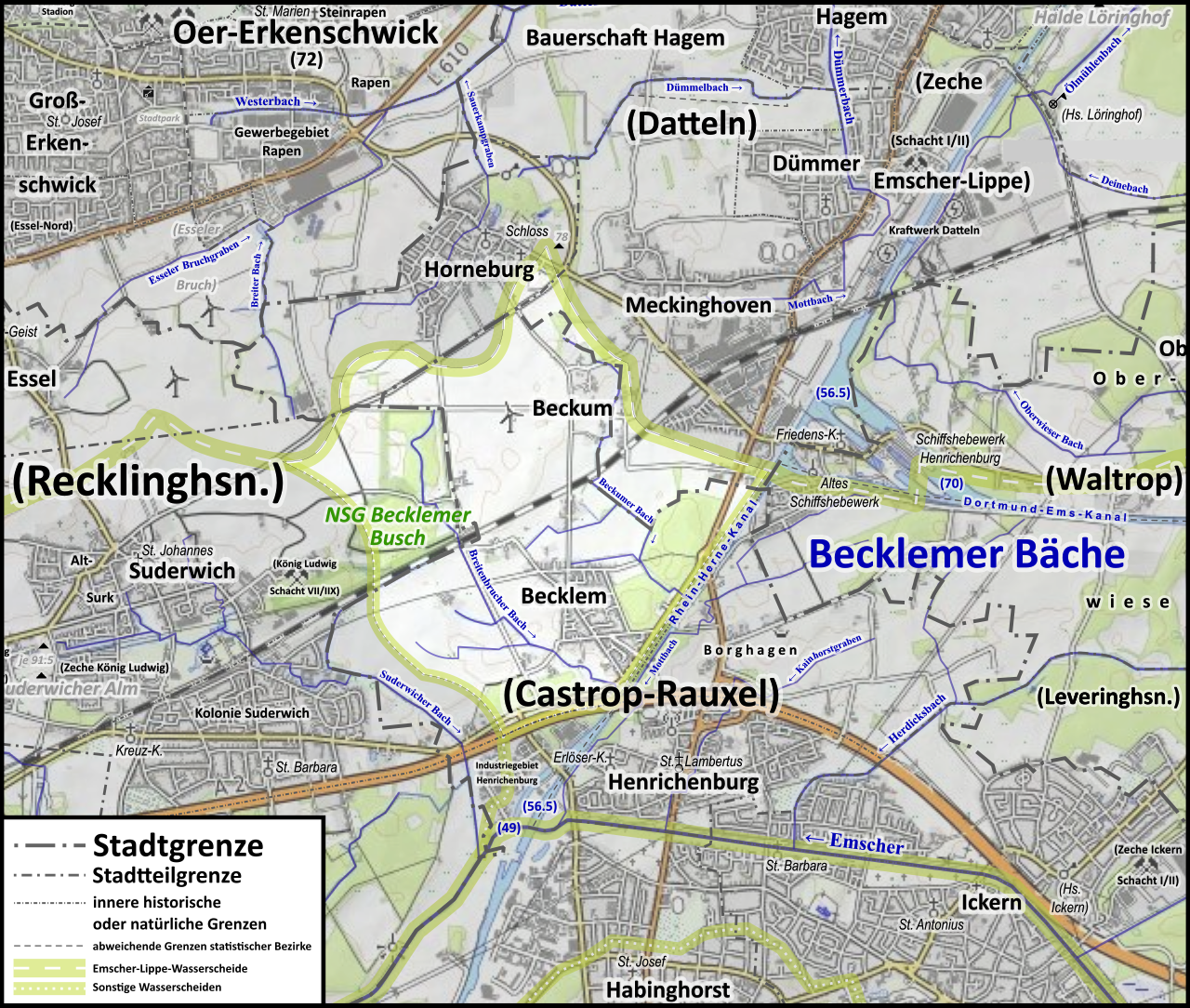
Die Becklemer Bäche

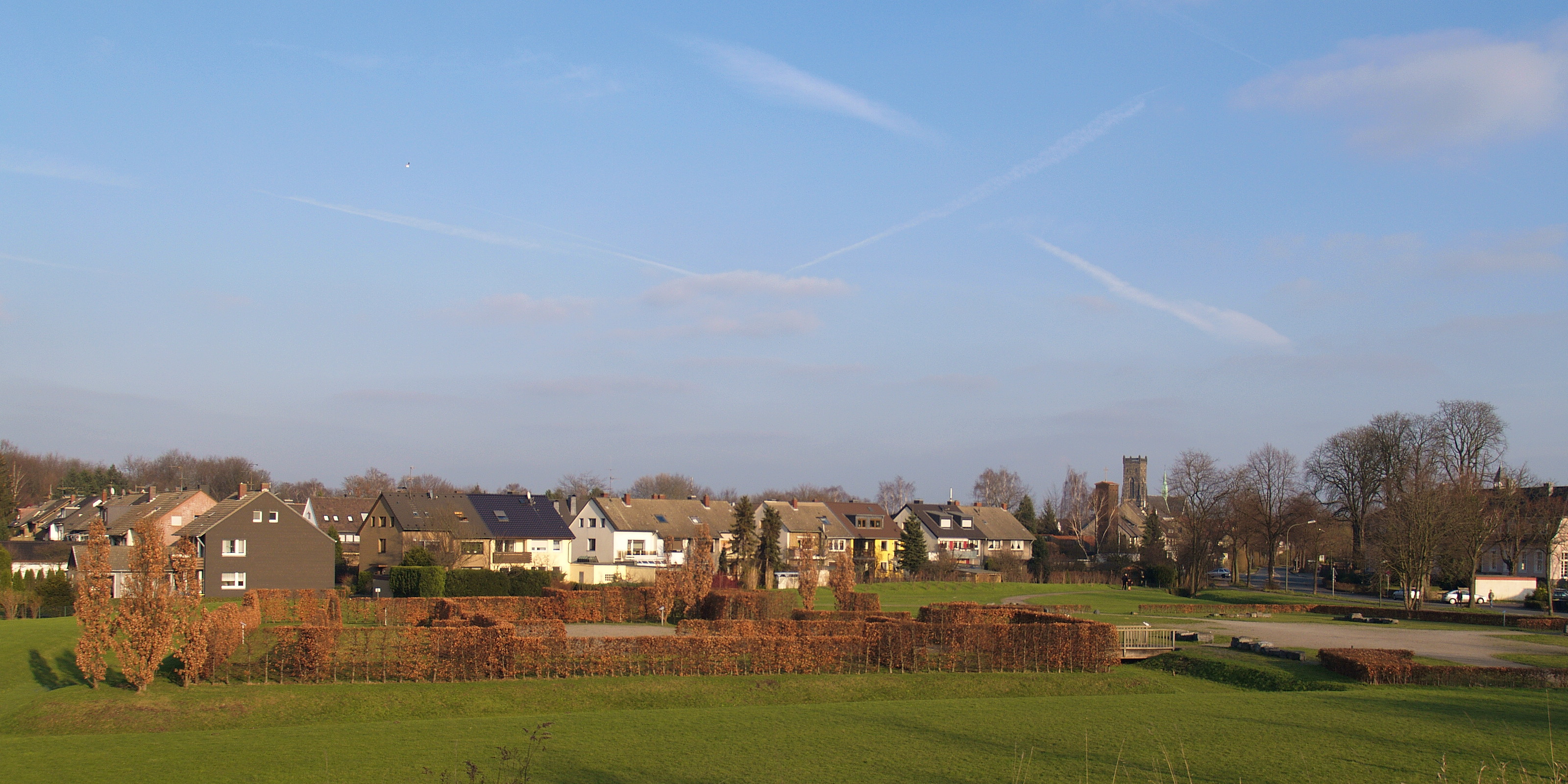
Blick auf Henrichenburg

Historisch gehören die Bauerschaften Borghagen unmittelbar nördlich des Kernortes und Becklem im äußersten Nordwesten zu Henrichenburg.  In der heutigen Stadtgliederung spielen die alten Grenzen allerdings nur eine untergeordnete Rolle. Der Rhein-Herne-Kanal trennt einen Westteil ab, der einen eigenen statistischen Bezirk mit 432,3 ha und nur 1497 Einwohnern bildet, während im flächenmäßig kleineren (305,2 ha) Ostteil 3759 Menschen leben. Die zweite wichtige Teilungslinie ist die A 2, die beide Teile jeweils in einen Nord- und einen Südteil trennt; im Westteil trennt die Eisenbahntrasse in Richtung Lünen wiederum einen kleinen Teil im äußersten Norden ab.
Das Südsegment des Ostteils nimmt der eigentliche Stadtteil Henrichenburg ein, das Segment nördlich der Autobahn wird heute als Borghagen angesehen und auch auf Karten entsprechend beschriftet. Im Westteil nimmt das Industriegebiet Henrichenburg den Süden ein, das zentrale Segment die heutige Siedlung Becklem nebst umliegender Felder und den Norden der Weiler Beckum nebst Umland, der seit jeher zur Bauerschaft Becklem gehörte.
Folgendermaßen verteilen sich die Flächen auf die Teilstadtteile:
- Becklem 391 ha
  - Beckum 122 ha
  - Becklem Siedlung 269 ha
- Industriegebiet 41 ha
- Borghagen 183 ha
- Henrichenburg 122 ha

Becklem nimmt also gut die Hälfte (53 %) der Stadtteilfläche ein, Borghagen ziemlich genau ein Viertel (25 %). Berücksichtigt man, dass die eigentliche Siedlung Becklem nur etwa 30 ha einnimmt, werden fast drei Viertel der Fläche des Stadtteils bauerschaftlich genutzt.
Von der Preußischen Uraufnahme im Jahr 1842 bis mindestens zu den Messtischblättern des Jahres 1959 war Borghagen als Bauerschaft unmittelbar nördlich Henrichenburgs eingezeichnet gewesen, zu der auch die Bewaldung unmittelbar nördlich der A 2 und der Suderwicher Straße gezählt wurde, die heute als Becklemer Gebiet angesehen wird; Becklem war als Bauerschaft etwas nördlich der heutigen Siedlung eingezeichnet. Spätestens seit dem Messtischblatt von 1972 ist hingegen Becklem an der zu diesem Zeitpunkt jungen Siedlung als Ortslage eingezeichnet und Borghagen nur östlich des Kanals (und nördlich der Autobahn).
Becklem (nebst Beckum) weist eine hydrologische Besonderheit auf: Der im Becklemer Busch in Suderwich entsprungene Breitenbrucher Bach im Westen sowie der zu großen Teilen die Grenze zu Datteln bildende Beckumer Bach im Osten entwässern nicht in die hier bereits durch den Kanal versperrte Emscher, sondern in den Rhein-Herne-Kanal. Sie haben, im Südosten durch den Kanalrand und im Süden durch die Autobahnmitte begrenzt, ein gemeinsames Einzugsgebiet, das mit 4,80 km² (480 ha) etwas größer ist als der Teilstadtteil Becklem, da es auch kleine Teile von Suderwich, Horneburg und Meckinghoven enthält – andererseits liegen 6 ha des Becklemer bzw. Beckumer Gebiets im Norden und 43 ha im Südwesten Becklems außerhalb. Dieses Teileinzugsgebiet wird in der Gewässerstationierung zur Gewässerkennzahl 2772999222 gezählt, die der Kanal bis Duisburg-Obermeiderich führt. Da die Emscher selber die Zahl 2772 trägt, heißt das, dass das Wasser der beiden Bäche nominell erst in Obermeiderich, also unmittelbar vor der Emschermündung in den Rhein, der Emscher zufließt. Allerdings fließt die Emscher heute gar nicht mehr durch Meiderich; ihr letztes Teileinzugsgebiet (277299) liegt deutlich nördlicher.

## Geschichte
Eine erste Pfarrkirche in Henrichenburg unter dem Patrozinium des hl. Lambert von Lüttich wird 1293 erstmals urkundlich erwähnt. Ein Schriftstück aus dem Jahr 1565, mit dem der Erzbischof von Köln an sein Recht erinnert, am Lambertitag (17. September), dem Patronatsfest der Pfarrkirche St. Lambertus, Marktgeld zu erheben, ist die erste urkundliche Erwähnung des örtlichen Marktes und der Henrichenburger Kirmes.
Das Kirchspiel Henrichenburg gehörte zum Vest Recklinghausen bis 1802, als das Vest an die Herzöge von Arenberg ging. 1811 kam es an das Großherzogtum Berg und gehörte dort zur Mairie Waltrop. 1815 wurde das Vest in die preußische Provinz Westfalen eingegliedert und ging 1816 im Kreis Recklinghausen auf. Ab 1844 gehörte Henrichenburg zum Amt Waltrop.
1911 wurde die Straßenbahnverbindung zwischen Henrichenburg und Castrop-Rauxel eröffnet.
Am 1. Januar 1975 erfolgte im Zuge der Kommunalen Neugliederung die Eingliederung der Gemeinde Henrichenburg in die Stadt Castrop-Rauxel. Gleichzeitig wurde diese eine kreisangehörige Stadt im Kreis Recklinghausen. Somit wechselte sie zum gleichen Zeitpunkt vom Regierungsbezirk Arnsberg in den Regierungsbezirk Münster.

### Namensherkunft
Der Name des Ortes leitet sich von der Henrichenburg ab, die nicht mehr erhalten ist. Ihre Lage am Ortsrand in der Nähe des Rhein-Herne-Kanals und der einstige Verlauf ihrer Mauern wurden im Rahmen eines Landschaftsparks durch Heckenbepflanzungen sichtbar gemacht.

### Wappen
Blasonierung:„In Silber (Weiß) ein schrägrechter schwarzer Balken, belegt mit drei goldenen (gelben) Rauten, vorn und hinten begleitet von je einem schwarzen Boot.“
Der Gemeinde Henrichenburg wurde 1937 durch den Oberpräsidenten Westfalens in Münster ein Wappen verliehen. Das Wappen ist abgeleitet von dem der Herren von Düngelen, welche 1382 die Henrichenburg von den Herren von Oer übernahmen. Die Boote (Schiffe auf Ober- und Unterwasser) symbolisieren das Schiffshebewerk Henrichenburg.

## Bauwerke und Infrastruktur
Der Zweigkanal des Dortmund-Ems-Kanals, der vom Vorhafen des Hebewerks bis nach Herne in unmittelbarer Nähe der später wieder entdeckten Henrichenburg verläuft, wurde nach siebenjähriger Bauzeit am 11. August 1899 durch Kaiser Wilhelm II. feierlich eröffnet. Gründe für den Bau waren die Entlastung der Eisenbahn, die alleine nicht mehr in der Lage war, die Produktion des Ruhrgebiets zu transportieren, sowie die Förderung der Ruhrkohle, die seit den 1880er Jahren Konkurrenz durch britische Importkohle erfuhr. Die Wasserstraßenverwaltung hat diesen Abschnitt 1950 dem Rhein-Herne-Kanal zugeschlagen. Das mit dem Kanal in Betrieb genommene alte Schiffshebewerk Henrichenburg ist ein Schlüsselbauwerk des Dortmund-Ems-Kanals, denn erst mit seiner Fertigstellung konnte der Kanal bis zum Hafen Dortmund befahren werden. Heute ist das stillgelegte Hebewerk ein Teil vom Schleusenpark Waltrop.
Am 12. November 1938 wurde der erste Abschnitt der Reichsautobahn, der heutigen A 2, zwischen Recklinghausen und Gütersloh eröffnet.

## Kirche St. Lambertus

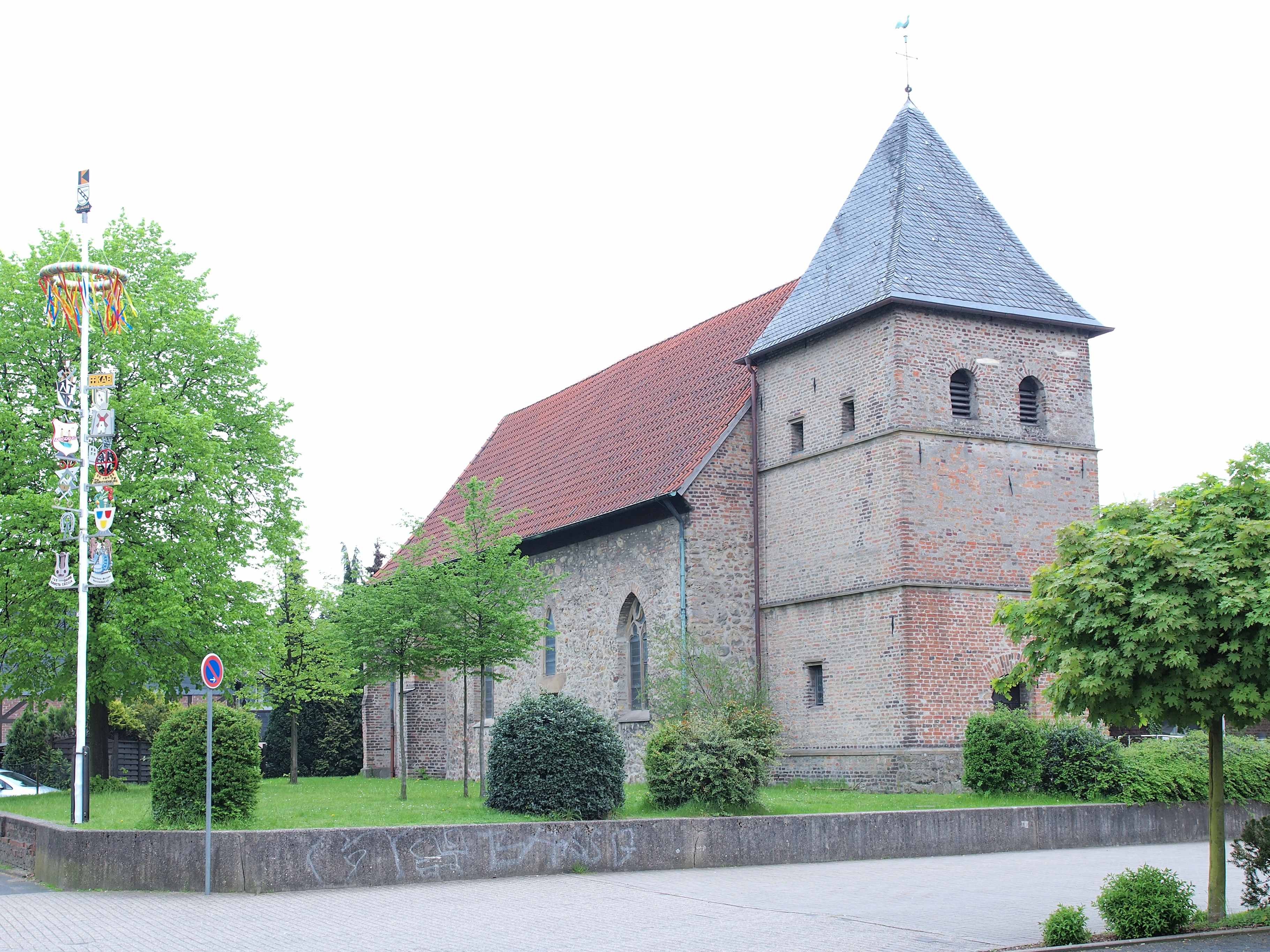
Ehemalige St.-Lambertus-Kirche, heute Maximilian-Kolbe-Haus

Durch einen in der „alten Kirche“ an der Hagenstraße gefundenen Wappenstein mit der Jahreszahl MCCCCLXIII (= 1463) ist belegt, dass sich auch im 15. Jahrhundert dort Menschen zum Gottesdienst versammelten. Diese Kirche wurde in den Jahren 1970 bis 1972 zum Pfarrzentrum Maximilian-Kolbe-Haus um- und ausgebaut.
1902 wurde mit dem Bau der heutigen, neugotischen St.-Lambertus-Kirche nach Plänen von Wilhelm Sunder-Plaßmann begonnen. Im Zweiten Weltkrieg zerstörte eine Bombe den Altarraum und gegen Kriegsende wurde der Turm zerstört. Bei den späteren Aufbauarbeiten wurde die Turmspitze nicht wieder erneuert. Heute ist St. Lambertus eine Filialkirche der katholischen Kirchengemeinde St. Dominikus in Datteln.

## Persönlichkeiten
- Hyacinthus Budde (1904–1943), römisch-katholischer Ordensmann, Missionar und Märtyrer